# Friendshoring
Mit dem Begriff Friendshoring wird die Beschränkung des internationalen Handels auf Länder mit gemeinsamen Werten bezeichnet. Vorausgesetzt ist dabei das Konzept eines offenen Partnerschaftsmodells. Es soll jene Staaten erfassen, die dem US-amerikanischen Verständnis von offenen Märkten folgen, sich aber auch Arbeits- und Umweltstandards verpflichtet fühlen. Die US-Finanzministerin Janet Yellen beschrieb damit im April 2022 den Trend, keinen Handel mehr mit zweifelhaften Partnerländern zu betreiben.

## Ursachen und Motive
Aus Sicht der Geopolitik gibt es zunehmende Risiken, dass politische Faktoren die Stabilität von Handelsbeziehungen gefährden. Der Brexit und der Handelskrieg der US-Regierung unter Donald Trump mit China haben Handelsbeziehungen zu einem forcierten Instrument der Politik gemacht. Die Null-Covid-Politik der chinesischen Regierung machte die Abhängigkeit von den Liefer- und Absatzketten des asiatischen Landes deutlich. Dazu kommen Bedenken bei der Nutzung von chinesischen IT-Komponenten in sicherheitsrelevanter Infrastruktur, die die nationale Sicherheit von Staaten gefährden können. Der Angriffskrieg Russlands gegen die Ukraine, die damit verbundenen Sanktionen des Westens gegen den Aggressor sowie der Ausfall von Rohstoff- und Nahrungsmittellieferungen verlangten eine schnelle Umorganisation in großen Bereichen des Welthandels. Die Risikobewertung von Lieferketten, die von Unternehmen getroffen werden, unterliegen immer öfter der Regulierung von Regierungen, wenn diese von gesamtwirtschaftlichen Interesse sind. Auch treffen Konsumenten ihre Konsumentscheidungen in zunehmendem Umfang aufgrund der politische Umstände in den Produktionsländern. Westliche Unternehmen, die mit Russland Geschäfte machen, müssen ebenso Reputationsverluste hinnehmen, wie Industriekonzerne, die in der von Uiguren besiedelten chinesischen Region Xinjiang produzieren.

## Ökonomische und geopolitische Folgen
Vordergründig kommt es zu einer Umstellung von Lieferketten westlicher Industrieländer, die dann einen größeren Anteil ihrer Rohstoffe und Vorprodukte von politisch befreundeten Volkswirtschaften beziehen. Damit entsteht ein Welthandelssystem, in dem politische Differenzen darüber entscheiden, welche Länder miteinander Handel treiben. Die veränderten Welthandelsströme haben Einfluss auf die Wechselkurse und die Handelsdefizite von Ländern, die durch Friend-shoring gezwungen werden, mehr Produkte selbst herzustellen. Damit verbunden ist ein reduziertes Welthandelsvolumen. Gewinner sind Währungen von Ländern mit hohen Handelsbilanzdefiziten, etwa der US-Dollar und das britische Pfund. Auf der Verliererseite stehen die Währungen von Währungsräumen mit Handelsbilanzüberschüssen: der japanische Yen, der Euro und der chinesische Renminbi. Vor allem für das Exportland Deutschland stehen beim Friend-Shoring Nachteile zu Buche. Konsum und Inlandsnachfrage sind oft zu schwach für einen positiven Wachstumsbeitrag. Das Friend-Shoring wird zum neuen Treiber der Deglobalisierung und der Re-Industrialisierung bzw. Re-Shorings, also der Rückverlagerung von Produktionen aus dem Ausland. Es gibt Schätzungen, dass sich 25 Prozent der weltweiten Liefer- und Warenströme bis 2028 in andere Länder verlagern könnten.

## Kritik am Konzept
Die grundsätzliche Kritik an dem US-amerikanischen Konzept sieht im Friend-shoring einen versteckten Protektionismus. Darüber hinaus gibt es in den neuen westlichen Handelsbeziehungen kein einheitliches Werteverständnis. Auch werde die sehr ungleiche Ressourcenverteilung bei den natürlichen Rohstoffen immer wieder erhebliche Kompromisse bei der Risikoeinschätzung zur Situation in den Lieferländer erfordern. 